# أليكس غرينوود
أليكس غرينوود (بالإنجليزية: Alex Greenwood) (7 سبتمبر 1993 بليفربول في المملكة المتحدة - ) هي لاعبة كرة قدم بريطانية في مركزي الظهير والدفاع. شاركت مع منتخب إنجلترا لكرة القدم للسيدات. أما مع النوادي، فقد لعبت مع نادي إيفرتون ونادي ليفربول لكرة القدم للسيدات ونوتس كاونتي ونادي إيفرتون للسيدات وNotts County Ladies F.C. ‏.

## وصلات خارجية
- أليكس غرينوود على موقع الاتحاد الدولي (مؤرشف)  (الإنجليزية)
- أليكس غرينوود على موقع الاتحاد الأوربي (الإنجليزية)
- أليكس غرينوود على موقع قاعدة بيانات كرة القدم.إي يو (الإنجليزية)
- أليكس غرينوود على موقع Soccerway.com (الإنجليزية)
- أليكس غرينوود على موقع عالم كرة القدم.نت (الإنجليزية)